# Illud Divinum Insanus
Illud Divinum Insanus je osmi studijski album američkog death metal-sastava Morbid Angel objavilen 6. lipnja 2011., a objavila ga je diskografska kuća Season of Mist.

## Popis pjesama
| 1.    | »Omni Potens«                       | 2:28 |
| 2.    | »Too Extreme!«                      | 6:13 |
| 3.    | »Existo Vulgoré«                    | 3:59 |
| 4.    | »Blades for Baal«                   | 4:52 |
| 5.    | »I Am Morbid«                       | 5:17 |
| 6.    | »10 More Dead«                      | 4:51 |
| 7.    | »Destructos vs. the Earth / Attack« | 7:15 |
| 8.    | »Nevermore«                         | 5:08 |
| 9.    | »Beauty Meets Beast«                | 4:57 |
| 10.   | »Radikult«                          | 7:37 |
| 11.   | »Profundis - Mea Culpa«             | 4:06 |
| 56:43 |                                     |      |

## Zasluge
Morbid Angel
- Trey Azagthoth - gitara, glazba (pjesme 2. – 3., 7. – 9., 11.)
- Mr. Vincent - vokali, bas-gitara, klavijature, glazba (pjesme 1. – 3., 5., 7. – 11.)
- Destructhor - gitara, glazba (pjesme 4., 6.)

Ostalo glazbenici
- Tim Yeung - bubnjevi